# Малюкова, Лариса Леонидовна
Лари́са Леони́довна Малюко́ва (род. 20 сентября 1959, Москва) — советский и российский кинокритик, сценарист, обозреватель «Новой газеты», кандидат искусствоведения, заслуженный работник культуры РФ (2014), член президиума Российской академии кинематографических искусств «Ника», член экспертных жюри Министерства культуры и Фонда поддержки кинематографа, член худсовета «Союзмультфильм», член жюри отечественных международных кинофестивалей.

## Биография
Родилась 20 сентября 1959 года в Москве. Отец — Леонид Генрихович Могилянский (1923—2018), адвокат. Мать — Маргарита Борисовна Могилянская (1930—2016), художник.
В 1985 году окончила театроведческий факультет ГИТИСа (мастерская Юрия Рыбакова, Бориса Любимова).
Работала музыкальным редактором на ЦТ, редактором журнала «Советский фильм», где в 1983 году создала рубрику «Мультирама» об анимации республик СССР. С тех пор является экспертом в области анимации. Работала в редакции газеты «Неделя».
В 1990 году защитила диссертацию на соискание ученой степени кандидата искусствоведения по теме «Взаимодействие искусств: театр и кино. 20-годы».
Публиковалась в журналах «Искусство кино», «Сеанс», «Новое время», «Театр», «Советский экран», «Variety», в газетах «Известия», «Экран и сцена», «Коммерсантъ», «Культура», «Неделя».
С 2000 года — кинообозреватель «Новой газеты».

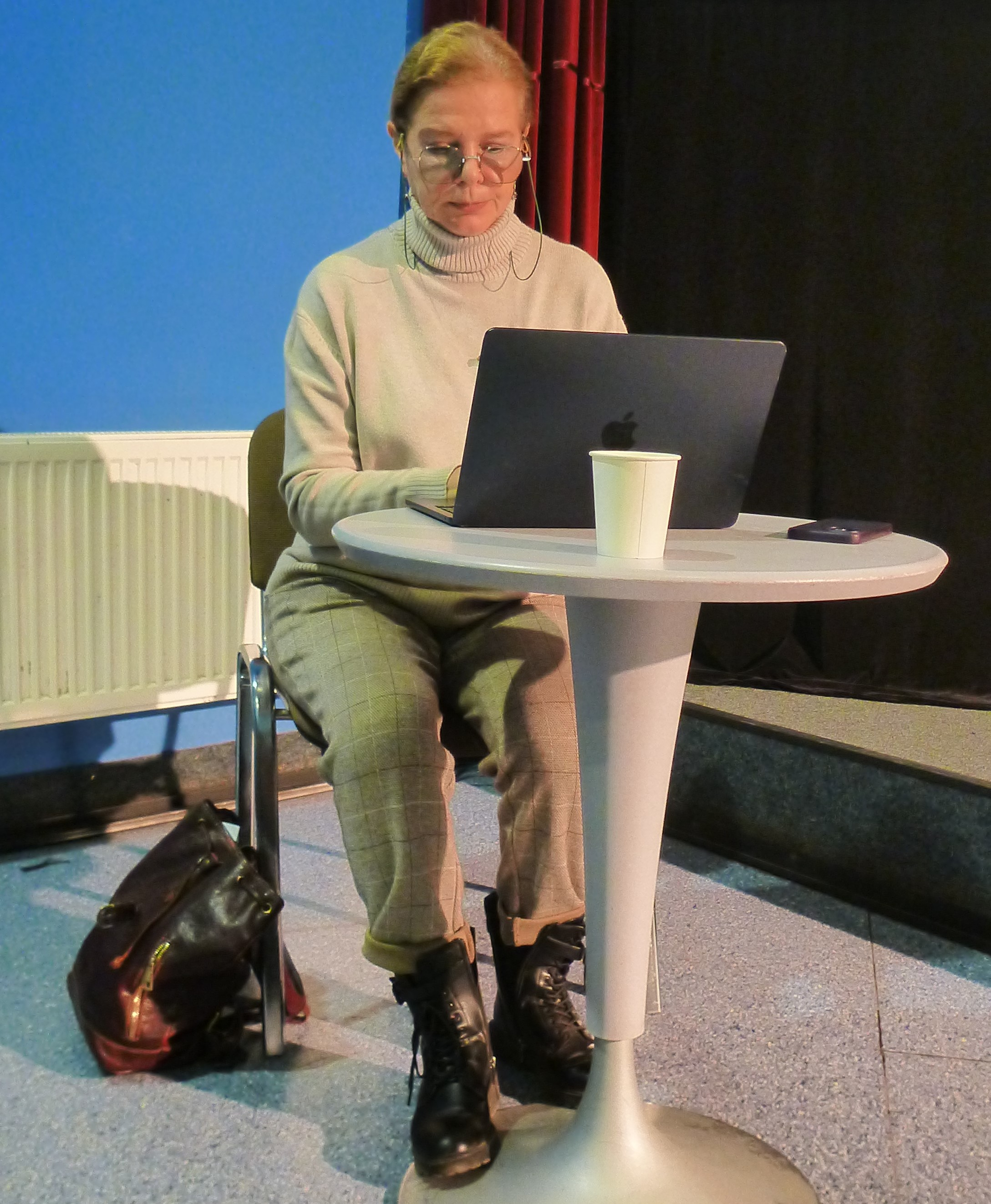
Лариса Малюкова на кинофестивале «Кинопроба». Екатеринбург, 2024 год.

Член оргкомитетов МФАФ «Крок» и ОРФАК в Суздале, в 1997—2002 годах — директор программ Всероссийского фестиваля визуальных искусств в «Орлёнке».
В 2014 году присуждено звание Заслуженный работник культуры Российской Федерации (Указ Президента РФ № 290 от 2 мая 2014 года).
Специализируется в области исследования анимационного кино, на протяжении многих лет занимается продвижением и популяризацией российской мультипликации не только в качестве автора, но и члена экспертных советов, оргкомитетов, жюри международных и отечественных анимационных фестивалей, модератора круглых столов и дискуссий, посвященных проблемам современной анимации.
Автор статей в журналах «Искусство кино», «Сеанс», «Театр», «Советский фильм», «Советский экран», «Огонек» и др. Составитель и автор идеи сборника «90-е. Кино, которое мы потеряли». Автор книги, посвященной современной российской анимации «Сверх/кино».
Автор сценариев документальных фильмов: «Фрида на фоне Фриды», «Приключения Диего Диеговича в стране большевиков», «Смотрите, небо», «Пушкинская площадь», «Судьба аттракциона», «Герман и Кармалита», «Нана + Ираклий = кино», «Если бы не Коля Шатров» и др.

## Фильмография
Автор сценариев документальных фильмов: «Фрида на фоне Фриды», «Необычайные похождения Диего Диеговича в стране большевиков», «Смотрите, небо», «Пушкинская площадь», «Судьба аттракциона», «Герман и Кармалита», «Если бы не Коля Шатров», «Нана + Ираклий = кино», «Роман с тремя углами» и др.

## Награды
- Премия кинопрессы им. М. Левитина (1995)[2]
- Диплом Пресс-клуба киножурналистов России (2002)
- Премии Гильдии киноведов и кинокритиков России (2003, 2006)
- Призы кинофестиваля «Белые столбы» в номинации «Лучший кинокритик года» (2005, 2008)
- Кинопремия «Лавр» (за фильм «Фрида на фоне Фриды», 2005)[3]
- Премия «Слон» за книгу «СВЕРХ/КИНО» (2013)[4].
- Премия «Золотое перо» Союза журналистов России (2015)[5]